# وصابين

وصاب بضم الواو وبفتح الصاد منطقة تاريخية وجغرافية من مناطق اليمن، وتمثلها حالياً مديريتا وصاب العالي ووصاب السافل. تقع وصاب في الجزء الغربي من محافظة ذمار. 

## تاريخ
لوصاب تاريخ طويل يمتد إلى عصر ما قبل الإسلام.  كانت البلدة الرئيسية عركبة. وبحسب وجيه الدين الحبيشي (توفي عام 1380)، الذي كتب عن تاريخ وصاب، فإن أهل عركبة كانوا مسيحيين قبل وصول الإسلام، ثم "اعتنقوا الإسلام بمحض إرادتهم".  وفي العصور الإسلامية المبكرة والوسطى، كانت وصاب جزءًا من ولايات تابعة للدول الإسلامية في اليمن، ومنها الدولة الرسولية التي حكمت اليمن بين القرنين الثالث عشر والخامس عشر الميلاديين، والتي كانت معروفة بدعمها للعلم والثقافة والعمارة 

## القلاع والمدن
وذكر الكاتب في القرن الثالث عشر ياقوت الحموي وصاب بأنه "جبل بالقرب من زبيد في اليمن به سلسلة من البلدات والمحافظات والقلاع. السكان يتسمون بعدم الاحترام ولا يطيعون إلا سلطان اليمن مع التهديد بالعنف ".  وعرّف مداه بأنه يشمل جبال النعمان وجبل جور وجبل عتومة .  أقام حاكم سلالة الصليحيين علي الصليحي في الدان لبضع سنوات في منتصف القرن الحادي عشر، وسعت القلعة المحلية وأتاحت بناء مسجد كبير في القرده (المعروف باسم حرورة الحديثة) عام 1064.  يبدو أن وصاب قد ازدهر في عهد السلالة الرسولية. خلال القرن الرابع عشر، حدثت أول موجة كبيرة من أنشطة البناء، مع إنشاء العديد من المساجد الجديدة.  
القلاع والمدن التاريخية في وصاب
ويصف العلامة الحبيشي في كتابه (تاريخ وصاب المسمى الاعتبار في التواريخ والآثار) العركبة أنها مدينة وصاب القديمة وهي مدينة عظيمة وكان سورها على رؤوس الجبال وكان لها أربعة أبواب إلى كل جهة وبابها الغربي بين جبلين مستقيمين يدخل منه من أتى من التهائم ودون هذا الباب الغربي نهر جار دائم "ما يعرف حاليا بوادي قسيم بين مديريتي وصاب العالي والسافل" وجسر وإليها أنهارٌ من جهة المشرق يدخلونه إلى قصورهم وبيوتهم ومساجدهم ومن غربي المدينة أنهارٌ دائمة تُسقي أرض "سخمل" وسخمل مدينة قديمة من زمن الجاهلية وكان من ملوكها من الشراحيين من حمير..

## بنيان المساجد
مساجد وصاب التي يعود تاريخها في الغالب الى القرن الرابع عشر، عادة ماتكون صغيرة ومكعبة الشكل وبلا نوافذ.  مسجد وصاب النموذجي مدعوم بصفين من الأعمدة، بينما تحتوي المساجد الأصغر على عمود أو عمودين فقط بدلاً من ذلك.  الاسقف خشبية وهي إما مسطحة أو مغطاة، وغالبا ما تكون مطلية بزخارف ومنقوشة بآيات من القرآن الكريم.  تتكون الزخرفة على الأسقف من خليط من ألواح السقف، ولكل منها تصميمها الخاص.  يشيع استخدام الأزهار على شكل نجمة والأنماط المتشابكة والوريدات.  تشبه الزخارف تلك المستخدمة في عمارة الكنائس الإثيوبية، وقد تمثل استمرارًا لأنماط الزخرفة المستخدمة في المباني الدينية للسكان المسيحيين في وصاب خلال العصور القديمة المتأخرة، حيث تم تحويل مباني ما قبل الإسلام إلى مساجد، أو بمثابة نماذج للمساجد المبنية حديثاً.  بصرف النظر عن زخارف السقف، فإن تصميمات المساجد الداخلية غير مزخرفة في الغالب، جدران بسيطة بيضاء.  تقول التقاليد المحلية أن العديد من المساجد تم بناؤها في الأصل مع اتجاه القبلة للقدس بدلاً من مكة، على الرغم من صعوبة التحقق من ذلك لأن كلاهما يقع في الشمال. 